# پول‌پرست
پول‌پرست (به انگلیسی: Gold Digger) یک اصطلاح برای یک فرد است، به‌طور معمول یک زن که در یک نوع از رابطه ای است که آن رابطه برای پول پابرجاست و عشقی در آن رابطه وجود ندارد. اگر آن رابطه به ازدواج تبدیل شود، نوعی ازدواج مصلحتی خواهد بود.

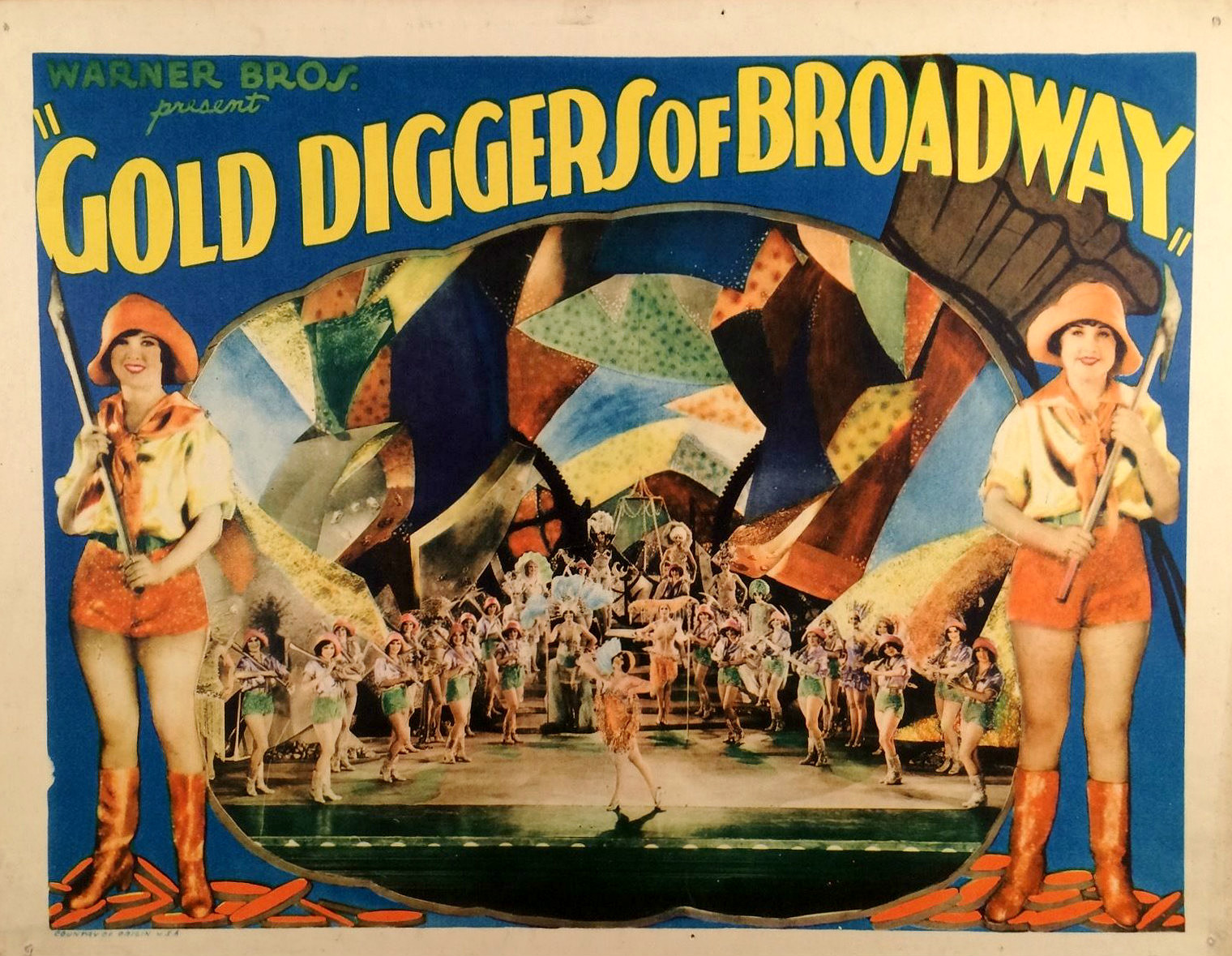
کارت لابی برای پول پرستان برادوی (۱۹۲۹)، نمونه ای از فیلم که به ایجاد انجمن عمومی دختران کر همراه با پول پرستان کمک کرد.

## ریشه‌شناسی و کاربرد

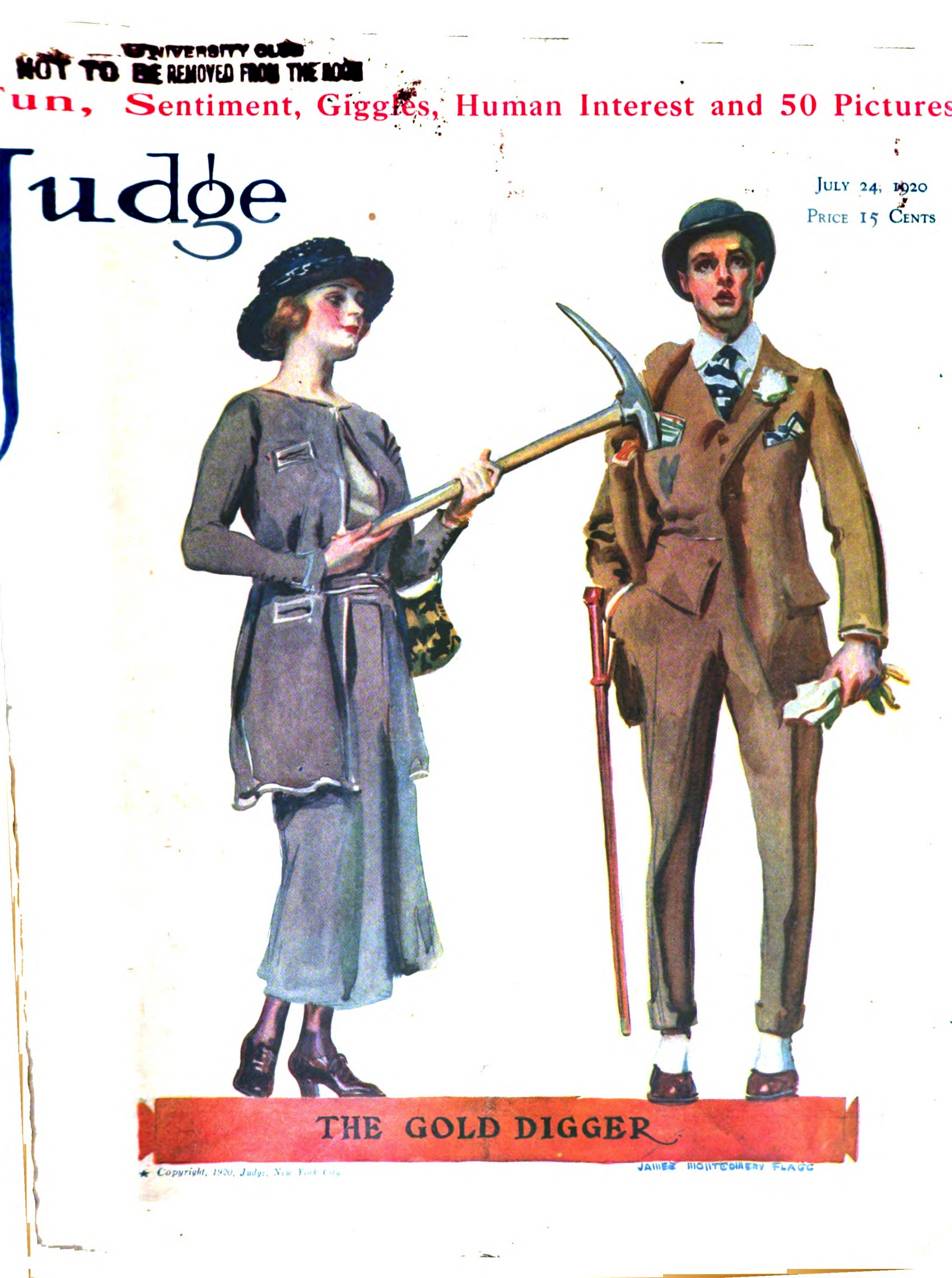
پول‌پرست (Judge, ۲۴ ژوئیه ۱۹۲۰)

اصطلاح پول‌پرست اصطلاحی عامیانه است که ریشهٔ آن در میان دختران کر و کارگران جنسی در اوایل قرن بیستم است. در چاپ، این اصطلاح را می‌توان در کتاب رکس بیچ در سال ۱۹۱۱ به نام «نئر-خوب» و در کتاب خاطرات «جنگ من با معاون» نوشته ویرجینیا بروکس یافت. در فرهنگ لغت آکسفورد و در فرهنگ لغت عامیانه تاریخی رندوم هاوس آمده‌است که این اصطلاح برای زنان مشخص است زیرا احتمال دستیابی آنها به یک مرد ثروتمند برای دستیابی یا حفظ سطح وضعیت اقتصادی - اجتماعی بسیار بیشتر است.